# DeviceKit
Pour les articles homonymes, voir Upower.
DeviceKit est une couche d'abstraction matérielle conçue pour remplacer HAL sur les systèmes Linux.
Finalement il a été décidé de renommer DeviceKit-disks et DeviceKit-power respectivement en udisks et upower pour refléter le fait qu'ils ne reposent plus sur le démon DeviceKit mais directement sur libudev et libgudev. Ce changement de nom s'accompagne de quelques changements d'architecture également.

## Abandon de HAL
Le serveur X.Org a abandonné sa dépendance à HAL (sur les systèmes GNU/Linux, X Server s'appuiera donc directement sur libudev).
Les distributions basées sur l'environnement de bureau GNOME sont en train de migrer depuis HAL vers DeviceKit. Fedora 11 a déjà fait la bascule, suivi par Ubuntu 9.10, pour ce qui concerne les modules DeviceKit-disks et DeviceKit-power.